# Frizijski jezici
Frizijski jezici, jedna od četiri glavne podskupine zapadnogermanskih jezika kojima se služe etnički Frizi u obalnim predjelima Nizozemske i Njemačke (Frizija). Jezici koji joj pripadaju su: saterlandski jezik (saterfrizijski) [stq], sjevernofrizijski jezik [frr] i zapadnofrizijski jezik [fry].
Porijekom su od starofrizijskog jezika [ofs]. Istočnofrizijski [frs] im je nerazumljiv i klasificira se u donjonjemačke jezike.

## Vanjske poveznice
- Ethnologue (14th)
- Ethnologue (15th)